# Het Yacochacabeeldje
Het Yacochacabeeldje is het 147ste stripverhaal van Jommeke. De reeks wordt getekend door striptekenaar Jef Nys.

## Verhaal
Een hevige regenbui in Zonnedorp. Jommeke en Flip zoeken dekking in een museum. De deuren sluiten plotseling. Jommeke vindt een slapende zaalwachter. En nog voor hij op verkenning kan gaan, overmeesteren twee ongure figuren hem. De twee ongure figuren stoppen Jommeke in een kist. Ze gooien een beeldje op de grond en tussen de scherven vinden ze een stukje papier. Flip heeft het hele gebeuren op een afstand kunnen volgen. Hij achtervolgt de twee ongure figuren. Hij ziet waar ze de scherven weggooien. Maar eerst gaat hij Jommeke bevrijden. Eens ze de scherven terug gevonden hebben, lijmt Professor Gobelijn alles weer aan elkaar. Zo bekomt men het Yacochacabeeldje dat afkomstig is van een indianenstam. De vrienden reizen richting het Andesgebergte. Uiteindelijk vallen Jommeke en zijn vrienden in de handen van de Yacochaca-indianen. Gelukkig kunnen ze door middel van het beeldje snel vrij gelaten worden. Enige tijd later komen ze een man tegen. Deze weet te vertellen over een vulkaanuitbarsting en een beeld met diamanten op. Doch de assistent van de man kan Jommeke en zijn vrienden overmeesteren en opsluiten. Gelukkig zorgt Flip voor de redding. Intussen is de assistent op de vlucht met de diamanten die hij gestolen heeft van het beeld. De indianen kunnen de boeven tegenhouden en gevangennemen.
Tot slot keren de vrienden terug huiswaarts.